# Tibor Gécsek
Tibor Gécsek (né le 22 septembre 1964 à Szentgotthárd) est un athlète hongrois spécialiste du lancer du marteau.

## Biographie

### Palmarès
| Date | Compétition                | Lieu         | Résultat | Performance |
| ---- | -------------------------- | ------------ | -------- | ----------- |
| 1987 | Championnats du monde      | Rome         | 7e       | 77,56 m     |
| 1988 | Jeux olympiques            | Séoul        | 6e       | 78,36 m     |
| 1988 | Finale du Grand Prix IAAF  | Berlin       | 2e       | 79,72 m     |
| 1990 | Championnats d'Europe      | Split        | 2e       | 80,14 m     |
| 1990 | Finale du Grand Prix IAAF  | Athènes      | 2e       | 77,52 m     |
| 1991 | Championnats du monde      | Tokyo        | 4e       | 78,98 m     |
| 1992 | Jeux olympiques            | Barcelone    | 4e       | 77,78 m     |
| 1992 | Coupe du monde des nations | La Havane    | 1er      | 80,44 m     |
| 1993 | Championnats du monde      | Stuttgart    | 3e       | 79,54 m     |
| 1994 | Championnats d'Europe      | Helsinki     | 5e       | 77,62 m     |
| 1995 | Championnats du monde      | Göteborg     | 3e       | 80,98 m     |
| 1998 | Championnats d'Europe      | Budapest     | 1er      | 82,87 m     |
| 1998 | Finale du Grand Prix IAAF  | Moscou       | 1er      | 81,21 m     |
| 1998 | Coupe du monde des nations | Johannesburg | 1er      | 82,68 m     |
| 1999 | Championnats du monde      | Séville      | 4e       | 78,95 m     |
| 2000 | Jeux olympiques            | Sydney       | 7e       | 77,70 m     |
| 2001 | Championnats du monde      | Edmonton     | 8e       | 79,34 m     |
| 2002 | Championnats d'Europe      | Munich       | 6e       | 79,25 m     |
| 2002 | Finale du Grand Prix IAAF  | Paris        | 4e       | 79,11 m     |

### Records
| Épreuve           | Performance | Lieu         | Date              |
| ----------------- | ----------- | ------------ | ----------------- |
| Lancer du marteau | 83,68 m     | Zalaegerszeg | 18 septembre 1998 |